# Écuillé
Écuillé é uma comuna francesa na região administrativa da Pays de la Loire, no departamento de Maine-et-Loire. Estende-se por uma área de 12,55 km². Em 2010 a comuna tinha 660 habitantes (densidade: 52,6 hab./km²).